# なきじん海辺の自然学校
なきじん海辺の自然学校（なきじんうみべのしぜんがっこう）は、沖縄県国頭郡今帰仁村仲宗根に所在する自然体験施設。

## 概要
沖縄島北部の本部半島、今帰仁村の集落中心部を縦走する河川「大井川」の右岸河口（通称：一の浜）に立地する。以前は宿泊施設も備え、シュノーケリングやスキューバダイビング、イザリ体験やトレッキングなど各種体験型プログラムを提供していたが、現在はシーカヤックツアーのみを催行している。

## 交通アクセス
公共交通を利用する場合は路線バス66系統の謝名バス停が最寄りとなるが、施設からは3キロ近く離れている。